# Hampshire Premier Football League
De Hampshire Premier Football League is een Engelse voetbalcompetitie op het elfde en twaalfde niveau in de Engelse voetbalpiramide. De competitie werd opgericht in 2007 en bestaat uit twee hoofddivisies: de Senior Division en Division One. Verder bestaat er nog een Combination Division voor reserveteams van clubs die in een van de twee hoofddivisies uitkomen.
Clubs in de Senior Division kunnen in aanmerking komen voor promotie naar de Wessex League, maar daarvoor moet wel aan bepaalde criteria worden voldaan. Clubs in Division One kunnen degraderen naar een zestal competities op het dertiende niveau.

## Clubs in het seizoen 2014/15

### Senior Division
- AFC Stoneham
- Baffins Milton Rovers
- Bush Hill
- Clanfield
- Colden Common
- Fleetlands
- Hamble Club
- Headley United
- Hedge End Rangers
- Liphook United
- Liss Athletic
- Locks Heath
- Otterbourne
- Overton United
- Paulsgrove
- Queen's Keep Southampton
- Stockbridge
- Winchester Castle

### Division One
- Andover Lions
- AFC Petersfield
- Broughton
- Cadnam United
- Four Marks
- Hayling United
- Infinity
- Lyndhurst
- Michelmersh & Timsbury
- Netley Central Sports
- Upham

## Vorige kampioenen
| Seizoen | Senior Division |
| ------- | --------------- |
| 2007/08 | AFC Stoneham    |
| 2008/09 | Colden Common   |
| 2009/10 | Colden Common   |
| 2010/11 | Liphook United  |
| 2011/12 | Liphook United  |
| 2012/13 | Locks Heath     |

Nadat de Hampshire League 2004 in 2013 werd opgeheven, vormden de overgebleven clubs een nieuwe Division One in de Hampshire Premier League.
| Seizoen | Senior Division       | Division One |
| ------- | --------------------- | ------------ |
| 2013/14 | Baffins Milton Rovers | Bush Hill    |
| 2014/15 | Hamble Club           |              |